# Hörfarth
Hörfarth ist eine Ortschaft und eine Katastralgemeinde der Marktgemeinde Paudorf in Niederösterreich.

## Geografie
Der Ort befindet sich südlich von Paudorf in der Niederung des Fladnitzbaches, die an allen Seiten von Bergen umgeben ist, im Westen von Eichberg 390 m ü. A. und vom Kirschberg 393 m ü. A., im Osten vom Hellerhofer Kogel, der als Steinbruch genutzt und abgetragen wurde, und im Süden vom Großen Anzingerberg 450 m ü. A. Der Ortsname weist auf eine Furt über den Fladnitzbach hin. Diese früher wichtige Straßenverbindung zwischen Krems und St. Pölten wurde nach dem Bau der Kremser Schnellstraße zur Kremser Ersatzstraße und ist heute als Landesstraße L100 bekannt.
Die Katastralgemeinde umfasst auch den Hellerhof, wo früher das kleine Dorf Dietmannsdorf lag.

## Geschichte
Der erste urkundliche Erwähnung erfolgte im ersten Quartal des 12. Jahrhunderts unter der Bezeichnung Heufurth. In Dietmannsdorf, einem heute nicht mehr existenten Ort im Nordwesten von Hörfarth, wird zu dieser Zeit eine Mühle erwähnt. Vermutlich wurde der Ort von der Herrschaft Radlberg verwaltet. Im Jahr 1822 wurde der Ort als Dorf mit sieben Häusern genannt, das nach Stift Göttweig eingepfarrt war, wohin auch die Kinder eingeschult wurden. Die Herrschaft Göttweig besaß die Ortsobrigkeit, übte die Landgerichtsbarkeit aus, besorgte die Konskription und hatte die Grundherrschaft inne.
Im Jahr 1850 wurde der Ort zusammen mit Meidling an Paudorf angeschlossen. Ein 1880 eingereichtes Trennungsgesuch an den Niederösterreichischen Landtag wurde zurückgewiesen.
Laut Adressbuch von Österreich waren im Jahr 1938 in Hörfarth ein Fleischer, ein Müller und eine Ziegelei ansässig. Das an der Wende vom 19. ins 20. Jahrhundert im Westen des Ortes errichtete Ziegelwerk diente von 1943 bis 1945 als Außenstelle des Zuchthauses Stein mit 30 bis 40 überwiegend politische Häftlingen, die im Ziegelofen zum Arbeitseinsatz kamen. Am 6. April 1945 wurden im Zuge des Massakers im Zuchthaus Stein 21 dieser Häftlinge beim Ziegelofen von der SS erschossen und verscharrt.
Eine Ortskapelle wird im Jahr 1822 erwähnt. Diese wurde 1969 durch einen neu errichteten Bau ersetzt, der nach Renovierung im Jahr 1987 dem hl. Maximilian Kolbe geweiht wurde. Eine an der Kapelle angebrachte Gedenktafel verweist auf die erschossenen Häftlinge und auf rund 25 deutsche Soldaten, die hier zwischen 1945 und 1947 bestattet wurden.